# Salt Creek
Salt Creek és una concentració de població designada pel cens dels Estats Units a l'estat de Colorado. Segons el cens del 2000 tenia 648 habitants.

## Demografia
Segons el cens del 2000, Salt Creek tenia 648 habitants, 225 habitatges, i 166 famílies. La densitat de població era de 610,2 habitants per km².
Dels 225 habitatges en un 29,3% hi vivien nens de menys de 18 anys, en un 46,2% hi vivien parelles casades, en un 19,1% dones solteres, i en un 25,8% no eren unitats familiars. En el 20% dels habitatges hi vivien persones soles el 8,4% de les quals corresponia a persones de 65 anys o més que vivien soles. El nombre mitjà de persones vivint en cada habitatge era de 2,7 i el nombre mitjà de persones que vivien en cada família era de 3,1.
Per edats la població es repartia de la següent manera: un 29% tenia menys de 18 anys, un 9,4% entre 18 i 24, un 23,1% entre 25 i 44, un 21,9% de 45 a 60 i un 16,5% 65 anys o més.
L'edat mediana era de 36 anys. Per cada 100 dones de 18 o més anys hi havia 117 homes.
La renda mediana per habitatge era de 30.234 $ i la renda mediana per família de 32.031 $. Els homes tenien una renda mediana de 26.339 $ mentre que les dones 16.563 $. La renda per capita de la població era de 12.591 $. Entorn del 21,8% de les famílies i el 23,4% de la població estaven per davall del llindar de pobresa.

## Poblacions més properes
El següent diagrama mostra les poblacions més properes.